# Рублёв, Василий Фёдорович
 Васи́лий Фёдорович Рублёв (12 января 1937 — 3 мая 1994) — советский художник; график, скульптор, живописец.

## Биография
Художник родился 12 января 1937 года в городе Мостки Ворошиловградской (Луганской) области Украинской ССР.
После окончания Харьковского художественного училища переехал в Чечено-Ингушетию, где работал в городе Грозном в Художественном фонде. В 1960 году поступил в Институт имени Репина Академии художеств в Ленинграде на факультет искусствоведения, но учиться не стал. С 1962 года жил в городе Барнауле. Очень много работал в области монументальной скульптуры. В 1960-х годах создал и руководил работой молодёжной художественной студией при барнаульском Доме архитектора. В 1971 году принят в Союз художников СССР. В 1989 году в Барнауле состоялась персональная выставка, единственная при жизни.
Дочь — Надежда Рублёва.
Скончался в 1994 году в Барнауле.

## Творчество
С 1964 года — участник краевых, зональных и республиканских художественных выставок.
Оставил большое творческое наследие. В 1995 году 4 автопортрета художника были приобретены Государственной Третьяковской галереей с выставки «Сто автопортретов», прошедшей в выставочном зале «На Каширке» в Москве. 39 живописных и графических работ Рублёва находятся в собрании Государственного художественного музея Алтайского края. Много работ Василия Рублёва хранится в фондах Государственного музея истории литературы, искусства и культуры Алтая. Большая часть графических работ находится в собственности наследников художника или куплено в частные коллекции в России и за рубежом. Произведения монументальной скульптуры, выполненные художником, можно увидеть в нескольких районах Алтайского края.

## Основные работы
Графика
- «Ребёнок»,1961,ГХМАК
- «Дочь»,1963,ГХМАК
- «Обнаженная модель»,1971,ГХМАК
- «Обнаженная»,1972,ГХМАК
- «Солнышко»,1977,ГХМАК
- «Портрет Л. В. Рублёвой»,1983,ГХМАК
- «У зеркала»,1988,ГХМАК
- «Автопортрет»,1988,ГХМАК

Скульптура
- "Композиция «Танец»,1974,ГХМАК
- «Портрет ветерана Великой Отечественной войны Абросимова»,1974,ГХМАК
- «Обнаженная»,1974,ГХМАК
- «Мальчик»,1974,ГХМАК

Живопись
- «Женский портрет»,1982,ГХМАК
- «В маскарадном костюме»,1988,ГХМАК